# Janusz Kierzkowski
Janusz Kazimierz Kierzkowski (Borek, Powiat Gorzów, 26 de febrer de 1947 - 19 d'agost de 2011) va ser un ciclista polonès que va competir durant les dècades de 1960 i 1970. Era especialista en el quilòmetre contrarellotge.
Durant la seva carrera esportiva va prendre part en tres edicions dels Jocs Olímpics. El 1968, a Ciutat de Mèxic, guanyà una medalla de bronze en la prova del quilòmetre contrarellotge. El 1972, a Múnic, va quedar quart en la prova de persecució per equips i cinquè en el quilòmetre contrarellotge. El 1976, a Mont-real, va quedar quart en el quilòmetre contrarellotge.
El 1973 es proclamà campió del món d'aquesta mateixa especialitat.
El 2000 fou guardonat amb la Creu de cavaller de l'Orde Polònia Restituta.

## Palmarès
- 1968
  -  Medalla de bronze als Jocs Olímpics de Ciutat de Mèxic en quilòmetre contrarellotge
- 1969
  -  Campió de Polònia de velocitat
- 1973
  -  Campió del món del km contrarellotge